# Наводнение в Ла-Пасе (2002)

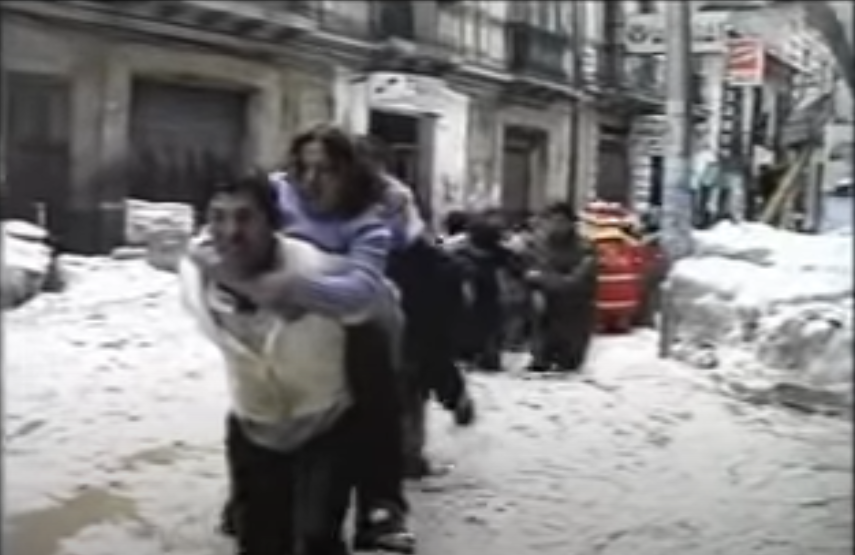
Люди несут раненых во время наводнения на улице Онда.

Наводнение в Ла-Пасе или «Чёрный вторник» — катастрофическое наводнение, произошедшее 19 февраля 2002 года в боливийском городе Ла-Пас. В результате катастрофы были разрушены многие кирпичные стены и дорожное покрытие, и погибло по меньшей мере 69 человек и ещё 150 человек получили различные ранения.

## Хронология
Непогода началась в 14:20 19 февраля 2002 года, когда облачная масса, высотой 10 км, вызвала крупный град, продолжавшийся полтора часа. В течение часа выпало 39,4 мм осадков, что не отмечалось ранее за всю историю наблюдений. Интенсивные дожди вызвали выход из берегов рек Чокеяпу и Ирпави.
В 15:30 произошли многочисленные наводнения. Жители пытались спрятаться в собственных домах, забираясь на верхние этажи или крыши зданий. Град, прошедший за пределами города вызвал многочисленные разрушения. Погиб урожай, а в провинции Капинота к югу от Ла-Паса — всё поголовье крупного рогатого скота. На пике шторма в виде града выпало более 10 см осадков. В пострадавшие районы немедленно выехали бригады скорой помощи и пожарные.
По окончательным данным, от града погибло 69 человек и ещё 150 человек получили различного рода ранения.

## Факторы
Из-за своего географического положения Ла-Пас очень уязвим от наводнений, так как расположен в горной долине Анд на высоте 3600 метров над уровнем моря. Земля вокруг города каменистая и сухая, плохо впитывает воду. Сам город имеет очень сложный рельеф. Структура, которую он имеет, характеризуется крутыми склонами и геологическим субстратом, в котором чередуются проницаемые и непроницаемые слои, что способствовало усилению аварии.
Другим фактором, который мог вызвать этот инцидент, стало то, что здания и инфраструктура были плохо подготовлены к подобным ситуациям.

## Последствия
Множество добровольцев начали присоединяться к усилиям пожарных и полиции по ликвидации последствий катастрофы. Улица Онда значительно пострадала, так как канализационная система на тот момент не выдержала 40-сантиметрового града. В результате всю улицу и соседние здания пришлось реконструировать и устанавливать новую канализационную систему. Кроме того, рельеф улицы была выровнен, дабы предотвратить последствия будущего наводнения.
Многие магазины и уличные торговцы потеряли свою продукцию. Уличные рынки, такие как Уюстус и Макс Паредес, сильно пострадали от наводнения. В результате наводнения 200 семей были вынуждены покинуть свои дома. Больше всего от наводнения пострадали центр и южная часть города, а также некоторые северо-восточные районы города. По официальным оценкам, в тот день было потеряно имущество около 60 миллионов долларов. Хуан дель Гранадо, мэр Ла-Паса, заявил, что работа по оказанию помощи будет продолжаться, по крайней мере, в течение 10 дней. 2000 рабочих будут направлены на помощь районам, пострадавшим от наводнения.